# Уату
Уату (англ. Uatu), также известный как Наблюдатель (англ. The Watcher) — персонаж комиксов издательства Marvel Comics. Он является представителем Наблюдателей, внеземного вида, который следит за деятельностью других видов по всей вселенной. Уату был назначен Наблюдателем Земли и её Солнечной системы.
Джеффри Райт озвучил Уату в мультсериале Кинематографической вселенной Marvel «Что если…?», выходившего на Disney+ с 11 августа 2021 года по 29 декабря 2024 года.

## История публикаций
Уату был создан сценаристом Стэном Ли и художником Джеком Кирби и впервые появился в Fantastic Four #13 (Апрель, 1963), а затем начал периодически появлялся в последующих номерах серии. Впоследствии он был действующим персонажем серий Tales of Suspense #49-58 (Январь 1964 — октябрь 1965), Silver Surfer #1-7 (Август 1968 — август 1969) и Marvel Super-Heroes #23 (Ноябрь, 1969). Его происхождение было выявлено в Tales of Suspense #52-53 (Апрель — май 1964). В Captain Marvel vol 1 #39 (Июль 1975) стало известно его имя.
Персонаж появился во многих сериях комиксов вселенной Marvel с момента его дебюта, включая Avengers, Uncanny X-Men, Hulk, Silver Surfer, Quasar, и Marvel Point One.
В сюжетной серии Original Sin 2014 года персонаж был убит, что побудило супергероев Marvel расследовать этот инцидент. Серия была написана Джейсоном Аарном и проиллюстрирована Майком Деодато.

## Биография
Наблюдатели являются одной из самых древних и развитых рас в космосе. Миллиарды лет назад они пытались распространить свои знания, чтобы помочь менее развитым расам вселенной. Впервые они попытались ускорить эволюцию на планете Проциликус, дав местным жителям атомные технологии. Когда Наблюдатели вернулись на Проциликус, они обнаружили, что проциликусианцы использовали эти знания, чтобы развязать атомную войну против других планет. Наблюдатели винили себя за произошедшую катастрофу и поклялись более не вмешиваться в дела других рас. Вместо этого они начали пассивно наблюдать и записывать наиболее важные события в жизни остальных рас.
Уату был назначен Наблюдателем Земли из своего дома в «Синей Области» Луны. Он является альтруистом, в связи с чем неоднократно нарушал свою клятву, чтобы помочь человечеству. Уату явил себя Фантастической четвёрке, когда те обнаружили его дом и заявил, что продолжит наблюдение за Землёй из более отдалённой области.
В дальнейшем он вновь нарушал свою клятву, помогая Фантастической четвёрке. Его наиболее известный и самоотверженный поступок состоялся в Fantastic Four #48, когда он попытался предотвратить пришествие на Землю Серебряного Сёрфера и пожирателя миров Галактуса.
За его неоднократные преступления против кодекса Наблюдателей, Уату не раз привлекался к ответственности среди своего народа. Он был признан виновным, но освобождён за обязательство, данное в суде.
Когда империя Ши’ар хотела привлечь Мистера Фантастика за спасение жизни Галактуса, Уату выступил в качестве его адвоката и получил помощь от Одина, Вечности и самого Галактуса, чтобы доказать, что Галактус необходим для поддержания баланса во вселенной. Уату был отстранён от своих обязанностей в качестве Наблюдателя Земли, но вскоре вернулся, чтобы следить за миром, который он так сильно полюбил. Во время событий GLX-Mas Special Уату появился в Висконсине, когда Девочка-белочка победила Таноса. Уату подтвердил, что это был настоящий Танос, а не клон. Уату затем присутствовал при пробуждении Небесных сновидений, но отвернулся, не желая смотреть. Впоследствии было выявлено, что Уату нарушил клятву о невмешательстве более 400 раз.
Позже Уату прибыл в Долину смерти, где наблюдал за битвой Халка и Красного Халка, где был пойман в засаду и нокаутирован Красным Халком.
Уату был свидетелем таких важных событий во вселенной Marvel, как: посещение героев Земли до голосования по поводу принятия Акта регистрации свехлюдей, во время финальной битвы в сюжетной линии Secret Invasion и приобретение Капюшоном Камней Бесконечности, при этом ограничиваясь лишь наблюдением.
Впоследствии Уату посетил Красного Халка, когда тот находился на астероиде, чтобы помочь Тору закрыть чёрную дыру. Он заявил, что Красный Халк умрёт, однако, из-за обета Наблюдателей он не смог обозначить обстоятельства, при которых она случится. Затем Уату наблюдал, как Красный Халк потерпел поражение в прыжках через другие астероиды, пока он не был спасён Тором. Уату временно отказался от своей должности, чтобы попасть в красное отверстие Даргала. Другие Наблюдатели заметили его отсутствие и послали Наблюдателя Ураво, чтобы найти его. После того, как ему не удалось найти его, Ураво проинформировал других Наблюдателей, что Уату был вероятно расстроен с тех пор как Красный Халк напал на него и поглотил часть его сил. В дальнейшем Ураво нашёл Уату и они стали свидетелями, как из отверстия Даргала вышел Омегакс, который направился к Земле, чтобы убить Красного Халка. Он был свидетелем их схватки. Когда Красный Халк вернулся в состояние генерала Росса, Омегакс прекратил своё существование, будучи не в состоянии найти Красного Халка.
Некоторое время спустя, Железный человек столкнулся с Уату после его возвращения из космоса, после чего Уату показал ему труп Живого Трибунала на Луне.
Также Уату женился на Наблюдателе Улане, надеясь завести потомство. Впоследствии Улана забеременела.
Во время сюжетной линии Original Sin 2014 года цитадель Уату подверглась нападению со стороны доктора Мидаса, Экстерминатрикс, Орба и Безмолвных. Он потерпел поражение, после чего Орб украл один из его глаз. Ник Фьюри отправился расследовать этот инцидент и обнаружил восстанавливающегося Уату. Фьюри потребовал Уату выдать виновников, но Наблюдатель отказал ему. Понимая, что оставшийся глаз Наблюдателя содержит информацию о виновниках преступления и что это единственный для него способ найти их местоположение, прежде чем они сотворят что-то страшное, Фьюри убил Уату и забрал второй глаз. Труп Наблюдателя был обнаружен Тором. Это привело к началу поиска убийц Уату. После битвы с Орбом, который взорвал дом Уату, Фьюри наследует силу и положение Уату после того, как использовал силу одного из глаз Уату, чтобы убить доктора Мидаса, и стал известен как «Не наблюдаемый», скованный цепями и наблюдающий за событиями, разворачивающимися на Земле, в то время как Сфера сливается с другим глазом Уату, который появляется на его груди. До начала проведения расследования для Тора, издалека заплаканная Улана попрощалась с Уату.
После сюжетной линии "Империя" Не наблюдаемый использует свои силы, чтобы принести ему оружие Котати, чтобы он мог узнать, как пацифистская раса, такая как Котати, получила его. Как только он начал их анализировать, Не наблюдаемый понимает, что оружие было создано Первой Расой, и его переполняет энергия, когда одноглазый Уату возвращается к жизни. Когда Не наблюдаемый спрашивает, как он воскрес из мертвых и хочет хоть что-то сказать, Уату говорит только «Будет ... расплата».
Реконструируя свой дом, Уату узнает, как Ник Фьюри стал Не наблюдаемым, подключившись к Вселенской Энциклопедии. Выяснилось, что трое братьев и сестер Уату нарушили клятву о невмешательстве, осудив Ника Фьюри и объединив то, что осталось от Уату, с Ником Фьюри. После просмотра некоторых хороших вещей, которые сделали Не наблюдаемые, и оружия, использованного Котати, которое привело к возрождению Уату, он заявляет, что технология не принадлежит Котати. Хотя он не может смягчить приговор Ника Фьюри, он действительно освобождает его от наказания, снимая с него цепи, поскольку ему нужен оперативник, чтобы выполнить работу, и он делает Ника Фьюри своим вестником. Грядет первая война, и Уату заявляет, что все в опасности, поскольку Ник Фьюри принимает его предложение помочь ему.
Уату пытается обратиться за помощью к другим Наблюдателям, но они отвергают его предупреждения до такой степени, что его отец заставляет Уату смотреть то, что он описывает как сценарий «Что, если», который он никогда не рассматривал сам; «Что, если бы Уату никогда не вмешивался?» Наблюдая за миром, в котором он никогда не предупреждал Фантастическую Четверку о приходе Галактуса, Уату видит, как команда получает различные травмы в битве с Галактусом, в том числе ослепление Сью, сжигание себя Джонни, пытающегося нокаутировать Серфера, и серьезное избиение Бена. Однако, хотя он и получает урон от воздействия энергий корабля Галактуса, Рид может анализировать энергию, которой питается Галактус, и разрабатывать оружие, которое высвобождает форму энергии, опасную для Галактуса, уничтожая Галактуса и освобождая Серфера. Впоследствии Рид адаптировал эту энергию в новый источник энергии для Земли. Уату в ужасе от этого очевидного доказательства того, что он нарушил свою клятву ни за что, и его отец оставляет его наблюдать за этой альтернативной вселенной до конца своего существования в качестве наказания за его вмешательство, в то время как остальные Наблюдатели по-прежнему полны решимости не вмешиваться в грядущей войне (не подозревая, что Ник Фьюри наблюдает за ними и планирует сам принять меры).

## Силы и способности
Будучи представителем расы Наблюдателей, Уату обладает обширными пси способностями, которые он улучшал в ходе обучения. Эти способности включают в себя: левитацию, телепатию, манипуляцию энергией, иммунитет к силовым полям, способность создавать иллюзию, способность псионически изменять свою внешность по своему желанию, а также обострённые космические чувства, позволяющие ему оставаться в курсе событий, произошедших на Земле. Его сверхинтеллект позволяет ему следить за деятельностью по всей солнечной системе Земли одновременно. Уату может придать своему телу форму чистой энергии, сохраняя при этом свою сущность для путешествий через гиперпространство, а затем вернуться к своей физической форме. Уату обладает виртуальным бессмертием, хотя он может умереть, потеряв волю к жизни. Он показал, что он способен перемещаться во времени.
Наблюдатели могут увеличить свои силы с помощью космической псионической энергии, если захотят; Согласно официальному справочник по вселенной Marvel, полномочия Уату равны Галактусу, Одину и Зевсу.
Уату получил обширное образование в молодости в своём родном мире. Он посвятил себя изучению солнечной системы Земли и её живых существ в течение миллионов лет. Его дом в «Синей области Луны» содержит огромное количество оружия, артефактов и технологий, созданных различными расами со всей вселенной.
Уату также занимается изучением альтернативных реальностей Земли. С разрешения хронометристы, он использует портал, через который может наблюдать за альтернативными реальностями. Он приобрел необычайные знания истории живых существ на «основной» Земле и многочисленных альтернативных Земель.

## Вне комиксов

### Телевидение

#### Киновселенная Marvel
- Уату является рассказчиком в мультсериале киновселенной Marvel «Что если…?» на Disney+, его озвучил Джеффри Райт[31].

#### Другие сериалы
- Уату появляется в двух эпизодах мультсериала «Фантастическая четвёрка» 1967 года, где его озвучил Пол Фрис.
- Уату Наблюдатель появляется в мультсериале «Супергерои Marvel» 1966 года, в сегменте Халка.
- Уату появляется в качестве камео в мультсериале «Люди-Икс» 1992 года в эпизоде «Тёмный феникс: Часть 3». И в мультсериале Люди Икс 97 в 5 эпизоде "Запомни это"
- Уату появляется в мультсериале «Фантастическая четвёрка» 1994 года, озвученный Аланом Оппенгеймером.
- Уату появляется в мультсериале «Серебряный Сёрфер», озвученный Деннисом Акаямой при первом появлении и Колином Фоксом при последующих.
- В мультсериале «Супергеройский отряд» Уату озвучил Дейв Боат.
- Уату появляется в мультсериале «Робоцып», озвученный Томом Рутом.
- Уату был спародирован в мультсериале «Титан Максимум», где его озвучил Сет Грин.
- В мультсериале «Мстители, общий сбор!» Уату был озвучен Клэнси Брауном.
- Браун повторил свою роль в мультсериале «Халк и агенты У.Д.А.Р.».
- Уату появляется в фильме «Стражи Галактики. Часть 2» вместе со Стэном Ли

### Видеоигры
- Уату появляется в режиме What If…? в игре «Spider-Man» для PlayStation, озвученный Лоренсом Фишберном.
- Фил Ламарр озвучил Уату в игре «Marvel: Ultimate Alliance».
- Уату появляется во вступительном ролике к «Marvel Heroes», озвученный Виком Миньоной.
- Уату появляется в игре «Marvel Super Hero Squad Online».
- Уату появляется в игре «Marvel Avengers: Battle for Earth», озвученный Стивеном Блумом.